# Снодграсс, Энтони
Энтони Снодграсс (англ. Anthony McElrea Snodgrass; род. 7 июля 1934, Лондон) — британский археолог, специалист по архаической Греции. Доктор философии (1963), эмерит-профессор Кембриджа, член Британской академии (1979).
В 1952 году поступил в Оксфорд. В 1953-1955 годах служил в ВВС Великобритании в Ираке. 
В 1963 году получил степень доктора философии, занимался оружием доклассической Греции. В 1961—1976 годах преподавал в Эдинбургском университете (первоначально лектор классической археологии, с 1968 года ридер, с 1975 года профессор). Затем в Кембридже; где в 1976—2001 годах Лоуренсовский профессор классической археологии (Laurence Professor of Classical Archaeology); фелло Клэр-колледжа; с 2001 года в отставке. Старший фелло McDonald Institute for Archaeological Research.
В 1990—1992 годах вице-президент Британской академии. В 1984—1985 годах Сейдеровский профессор (Sather Professor) в Калифорнийском университете в Беркли.
Принимал участие в раскопках на Крите и Сицилии в 1960-х годах, в Греции в 1970-х годах, с 1979 года там же в Беотии. Альпинист.
Как отмечает профессор И. Е. Суриков, в его книге «Archaic Greece: The Age of Experiment» (Berkeley, 1981) «пожалуй, лучше всего обрисованы» перемены архаического периода в Древней Греции.